# Friedenskirche (Sanssouci)
De Friedenskirche is een evangelisch-lutherse kerk in de slottuinen van Sanssouci in Potsdam, in de Duitse deelstaat Brandenburg. De eerste steen van de neoromaanse kerk werd gelegd op 14 april 1845. Het kerkgebouw werd op 24 september 1848 ingewijd.
Hier liggen de lichamen begraven van Frederik Willem IV van Pruisen en zijn vrouw, Elisabeth Ludovika. Ze werden volgens hun wens met de hoofdeinden tegen elkaar geplaatst. Ook liggen keizer Frederik III van Duitsland en zijn vrouw keizerin Victoria en hun twee jong overleden zoontjes Sigismund en Waldemar er begraven.
Dit object is onderdeel van het ensemble paleizen en parken van Potsdam en Berlijn dat in 1990, 1992 en 1999 in drie fasen op de werelderfgoedlijst van de UNESCO is geplaatst. Andere items ervan zijn:
De Russische kolonie Alexandrowka · 
De Antieke Tempel · 
Het Slot Babelsberg · 
Het Babelsbergpark · 
De Belvédère op de Pfingstberg · 
 De Belvédère van Sanssouci · 
De Bildergalerie · 
Slot Cecilienhof · 
Slot Charlottenhof · 
Het Chinese theehuis · 
 Het Drakenhuis · 
Het Glienickepark · 
Het Jachtslot Glienicke · 
Het Slot Glienicke · 
 Het keizerlijk station van Potsdam · 
Het Marmerpaleis · 
De Neptunusgrotte · 
Het Nieuwe paleis · 
De Nieuwe Tuin · 
De Nieuwe Vertrekken · 
De blokhut Nikolskoë · 
Het Oranjerieslot · 
Het Pauweneiland · 
De Sint-Petrus-en-Pauluskerk van Nikolskoë · 
De Pomonatempel · 
De Romeinse baden · 
Slot Sanssouci · 
Slot Sacrow · 
 De Verlosserkerk van Sacrow · 
De Vredeskerk · 
De vriendschapstempel
- Gemeinsame Normdatei: 4543717-8
- MusicBrainz: 183f23c5-f9d1-429c-939c-ac927b870f81